# バスター・ウィリアムス
バスター・ウィリアムス（Buster Williams、1942年4月17日 - ）は、アメリカ合衆国ニュージャージー州生まれのモダンジャズのベース奏者。
1959年から演奏家としての活動を始めた。フィラデルフィアでプロとしてデビューした後、ジーン・アモンズ、ソニー・スティットのクインテットやベティ・カーター、ナンシー・ウィルソン、サラ・ヴォーンといった女性歌手のレコーディングに参加、1960年代後半にニューヨークに移りハービー・ハンコックのグループに参加、一時期マイルス・デイヴィスの下でも活躍した。以降はケニー・バロン、デクスター・ゴードン、ジョー・ファレル他にも多くのミュージシャンと活動を共にしている。
ロン・カーターなどと同じく、黒ナイロン巻きスチール弦を用いた個性的なトーンを特色とする。

## 経歴

### 生い立ちおよびキャリア

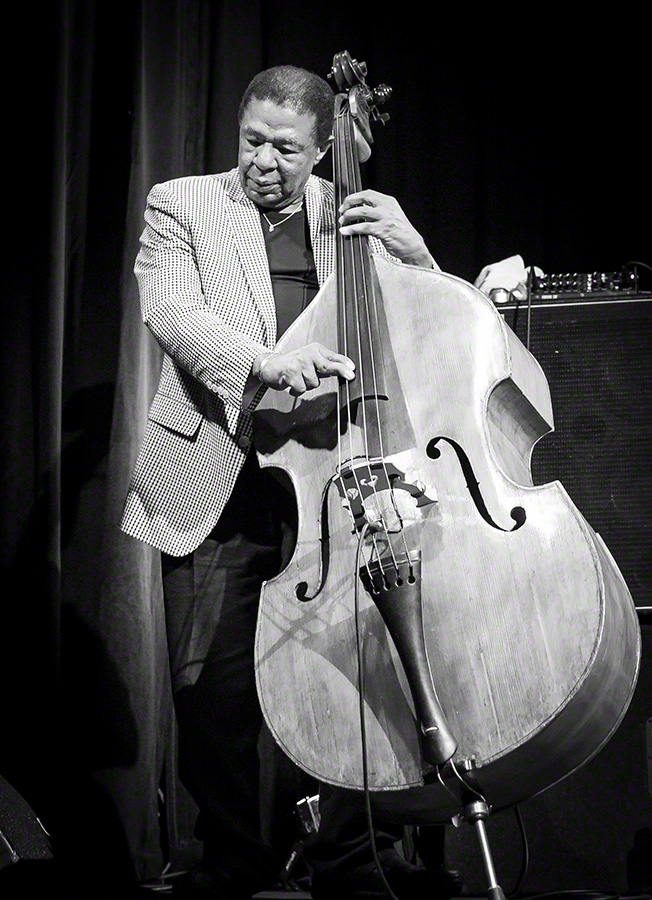
オスロ・ジャズ・フェスティバルで演奏するウィリアムス（2016年）

父親チャールズ・アンソニー・ウィリアムス・シニアもベース、ドラム、ピアノの音楽家だった。幼い頃からジャズに親しんだ。ニュージャージー州の家で父親のバンドのリハーサルをやっていた。
「スターダスト」におけるオスカー・ペティフォードのベース演奏に注目し、十代で演奏を始めた。彼がまだ中学生だったときプロとしての最初のギグがあった。
ジミー・ヒースのバンドとサム・リードのバンドを掛け持ちしていた。父親は「RIP」というクラブでジャム・セッションを開催し、ウィリアムスは1959年に、月曜日の夜のショーで父と一緒に演奏した。
高校卒業直後の1960年にジーン・アモンズとソニー・スティットと共演した。ウィリアムスは、1961年8月にアモンズ/スティット・グループと彼の最初の録音を行った。

### 教育
ウィリアムスはフィラデルフィアの音楽大学で、アモンズ、スティットたちと演奏していくなか、またそれ以後、不規則に音楽を学ぶこととなる。構成・作曲・和音・理論をロナルド・ウィギンズ博士から学んだ。

### ボーカル伴奏者
ベティ・カーター (1962年) やサラ・ヴォーン (1963年) と共演。ヴォーンは、フランスのリビエラでの公演に彼を帯同した。
1964年、ウィリアムスはナンシー・ウィルソンといくつかのアルバムをキャピトル・レコードに録音し、ロサンゼルスに移住することとなる。
シャーリー・ホーン、ジョナサン・シュワルツ、カーメン・マクレエ、ロザンナ・ビトロ、ヘレン・メリル、ジョン・ルシアン、マルグリット・マリアマ、チャンピオン・フルトンとも共演している。

### 西海岸
西海岸ではナンシー・ウィルソンとのツアーやレコーディングをこなし、ジャズ・クルセイダーズと5枚のアルバムをアトランティックに録音した。
ケニー・ドーハムやハロルド・ランド、ボビー・ハッチャーソンのクインテットと録音し、マイルス・デイヴィスと1967年に数ヶ月間共演した。

### ハービー・ハンコック・セクステット
1968年にニューヨークに行き、アート・ブレイキー、ハービー・マン、メアリー・ルー・ウィリアムスと共演。
アトランティック、ブルーノート、プレスティッジでマッコイ・タイナー、デクスター・ゴードン、ロイ・エアーズ、スタンリー・タレンタイン、フランク・フォスター、イリノイ・ジャケー、ジーン・アモンズと共演。
ハービー・ハンコックとマイルス・デイヴィス・クインテットで共演したのをきっかけに、ウィリアムスはハンコックとのバンドであるムワンディシ (Mwandishi)で3枚のアルバムを録音。
ムワンディシ六重奏団はジャズの新しい電子音を探求し、ウィリアムスはアコースティックとエレキベースの両方で演奏した。

### リーダーとしてのデビュー
1975年にリーダーとしてのレコーディング・デビューを果たした。

### 映画やテレビの仕事
ウィリアムスはいくつかの映画のサウンドトラックやテレビコマーシャル(コカ・コーラ、バドワイザー、オールドスパイス)で演奏した。
1969年の映画『マッケンナの黄金』の音楽ではクインシー・ジョーンズと共演。
1990年代には、アンジェロ・バダラメンティとデヴィッド・リンチ監督の『ツイン・ピークス』サントラに参加。
スパイク・リーの映画『クロッカーズ』にも参加。
ブランフォード・マルサリスが率いるテレビ番組『トゥナイト・ショー』のハウス・バンドとも共演した。
ウィリアムスは、2004年のスティーヴン・スピルバーグ監督映画『ターミナル』に自分自身として出演し、ベニー・ゴルソンのカルテットでマイク・レドンヌとカール・アレンと共演した。

## 私生活
ウィリアムスは中学生のときに出会ったベロニカと1965年に結婚。2014年の時点で妻とカムデンに住んでいる。
1972年に妻が交通事故で脳震盪を起こして以来、仏教に帰依し、創価学会インターナショナル（SGI）に入信し南無妙法蓮華経を唱えている。彼の信仰はハービー・ハンコックやウェイン・ショーターに影響をあたえた。

## ディスコグラフィ
| - Pinnacle (1975年、Muse) - Crystal Reflections (1976年、Muse) - Tokudo (1978年、Denon) - Heartbeat (1978年、Muse) - Dreams Come True (1980年、Buddah) - Something More (1989年、In+Out) - Somewhere Along the Way (1998年、TCB) - Lost in a Memory (1999年、TCB) - Live at the Montreux Jazz Festival, 1999 (2001年、TCB) - Houdini (2001年、Sirocco Jazz Ltd.) - Joined at the Hip (2002年、TCB) - Griot Liberte (2004年、HighNote) - Live Volume 1 (2008年、Buster Williams) - 65 Roses (2009年、Blueport) ジェリ・アレン - Gathering (1998年、Verve) - Jazzpar Concerts 2003 (2006年、Stunt) ジーン・アモンズ - Dig Him! (1961年、Argo) ※『We'll Be Together Again』 (1968年、Prestige)として再発 - Boss Tenors (1961年、Verve) ※with ソニー・スティット - The Boss Is Back! (1969年、Prestige) - Brother Jug! (1969年、Prestige) ケニー・バロン - Innocence (1978年、Wolf) - Golden Lotus (1980年、Muse) - Green Chimneys (1983年、Criss Cross Jazz) - Two As One (1986年、Red) - Live (2010年、Whynot) ※ライブ・イン・東京 (1982年) サティマ・ビー・ベンジャミン - Windsong (1985年、Ekapa) - Love Light (1987年、Enja) - Southern Touch (1989年、Enja) - SongSpirit (2006年、Ekapa) アート・ブレイキー - Art Blakey and the All Star Messengers (1982年、Jazz Line) - The Art of Jazz: Live in Leverkusen (1989年、In+Out) ロン・カーター - Piccolo (1977年、Milestone) - Peg Leg (1978年、Milestone) - Pick 'Em (1980年、Milestone) ラリー・コリエル - Equipoise (1986年、Muse) - Toku Do (1987年、Muse) - Air Dancing (1988年、Jazzpoint) - Shining Hour (1989年、Muse) - New High (2000年、HighNote) - Cedars of Avalon (2002年、HighNote) ザ・クルセイダーズ - Uh Huh (1967年、Pacific Jazz) - Lighthouse '68 (1968年、Pacific Jazz) - Powerhouse (1969年、Pacific Jazz) - Lighthouse '69 (1969年、Pacific Jazz) - Give Peace a Chance (1970年、Liberty) ベニー・ゴルソン - Voices All (1982年、East World) ※with ザ・ジャズテット - Saying Something (1995年、In+Out) ※Roots名義 - Terminal 1 (2004年、Concord Jazz) - New Time, New 'Tet (2009年、Concord Jazz) デクスター・ゴードン - The Tower of Power! (1969年、Prestige) - More Power! (1969年、Prestige) - Tangerine (1972年、Prestige) - Generation (1972年、Prestige) ハービー・ハンコック - The Prisoner (1969年、Blue Note) - Fat Albert Rotunda (1969年、Warner Bros.) - Mwandishi (1969年、Warner Bros.) - Crossings (1972年、Warner Bros.) - Sextant (1973年、Columbia) - VSOP (1977年、Columbia) エディ・ヘンダーソン - Realization (1973年、Capricorn) - Inside Out (1973年、Capricorn) - Sunburst (1975年、Blue Note) シャーリー・ホーン - Lazy Afternoon (1979年、SteepleChase) - You Won't Forget Me (1991年、Verve) ボビー・ハッチャーソン - Farewell Keystone (1982年、Theresa) - In the Vanguard (1987年、Landmark) アブドゥーラ・イブラヒム - African River (1989年、Enja) - No Fear, No Die (1990年、TipToe) スティーヴ・キューン - Porgy (1988年、Evidence) - Love Walked In (2003年、Venus) - Plays Standards (2007年、Venus) ハロルド・ランド - The Peace-Maker (1967年、Cadet) - A New Shade of Blue (1971年、Mainstream) - Damisi (1972年、Mainstream) ハロルド・メイバーン - Workin' & Wailin' (1969年、Prestige) - Greasy Kid Stuff! (1970年、Prestige) Meeco - Perfume e Caricias (2010年、Connector) - Beauty of the Night (2012年、Connector) フランク・モーガン - Lament (1986年、Contemporary) - Bebop Lives! (1986年、Contemporary) - Mood Indigo (1989年、Antilles) デヴィッド・ファットヘッド・ニューマン - Resurgence! (1980年、Muse) - The Gift (2003年、HighNote) ヒューストン・パーソン - The Big Horn (1979年、Muse) - The Talk of the Town (1987年、Muse) ジミー・ロウルズ - Paws That Refresh (1980年、Choice) - The Chess Players (2010年、Candid) ※1976年録音 ヒルトン・ルイス - Piano Man (1975年、SteepleChase) - Excition (1977年、SteepleChase) - Steppin' Into Beauty (1982年、SteepleChase) ウディ・ショウ - The Moontrane (1974年、Muse) - Woody III (1979年、Columbia) - Setting Standards (1983年、Muse) スフィア - Four in One (1982年、Elektra) - Flight Path (1983年、Elektra) - On Tour (1985年、Red) - Pumpkin's Delight (1986年、Red) - Four for All (1987年、Verve) - Sphere (1987年、Verve) - Bird Songs (1988年、Verve) タイムレス・オール・スターズ - It's Timeless (1982年、Timeless) - Timeless Heart (1983年、Timeless) - Essence (1986年、Delos) - Time For The Timeless All Stars (1991年、Early Bird) スティーヴ・トゥーレ - Fire and Ice (1988年、Stash) - Right There (1991年、Antilles) - Lotus Flower (1999年、Verve) - TNT (Trombone-N-Tenor) (2001年、Telarc) - The Spirits Up Above (2004年、HighNote) マッコイ・タイナー - Asante (1970年、Blue Note) - Sama Layuca (1974年、Milestone) マイケル・ウルバニアク - Music for Violin and Jazz Quartet (1980年、Jam) - Jazz Legends (1998年、Ubx) シダー・ウォルトン - Among Friends (1990年、Evidence) 1982年、キーストン・コーナーでのライブ録音 - Voices Deep Within (2009年、HighNote) | ナンシー・ウィルソン - Hollywood - My Way (1963年、Capitol) - The Nancy Wilson Show! (1965年、Capitol) - Lush Life (1967年、Capitol) - Welcome to My Love (1968年、Capitol) - Hurt So Bad (1969年、Capitol) デニー・ザイトリン - As Long As There's Music (1997年、Venus) - Slickrock (2004年、MAXJAZZ) - Trio in Concert (2009年、Sunnyside) その他 - Sassy Swings the Tivoli - サラ・ヴォーン (1963年、Mercury) as "Charles Williams" - Sorcerer - マイルス・デイヴィス (1967年、Columbia) alt. take of "Limbo" only on CD reissue - Firebirds - プリンス・ラシャ & ソニー・シモンズ (1968年、Contemporary) - Manhattan Fever - フランク・フォスター (1968年、Blue Note) previously unreleased 1969 session with Buster Williams appended to CD reissue - Another Story - スタンリー・タレンタイン (1969年、Blue Note) - McPherson's Mood - チャールズ・マクファーソン (1969年、Prestige) - The Blues; That's Me! - イリノイ・ジャケー (1969年、Prestige) - Daddy's Back - ロイ・エアーズ (1969年、Atlantic) - Kawaida - アルバート・ヒース (1970年、O'Be) - Outback - ジョー・ファレル (1971年、CTI) - The Essence of Mystery - アルフォンス・ムゾーン (1972年、Blue Note) - Dark of Light - ノーマン・コナーズ (1973年、Buddah) - Essence - エリック・クロス (1973年、Muse) - The Jewel in the Lotus - ベニー・モウピン (1974年、ECM) - Black Love - カルロス・ガーネット (1974年、Muse) - Watch Out - ルネ・マクリーン (1975年、SteepleChase) - The Peacocks - スタン・ゲッツ (1975年、Columbia) - The Return of the 5000 Lb. Man - ローランド・カーク (1975年、Warner Bros.) - Re-Entry - チャールズ・サリヴァン (1976年、WhyNot) - The Betty Carter Album - ベティ・カーター (1976年、Bet-Car) - Dune - サム・モリソン (1976年、Inner City) - 『ラヴ・フォー・セール』 - Love For Sale - グレイト・ジャズ・トリオ (1976年、East Wind) - Saturday Night Fever - コーネル・デュプリー (1977年、Versatile) - Sings Arthur Schwartz - ジョナサン・シュウォルツ (1977年、Muse) - I Know About the Life - チャールス・グリーンリー (1977年、Baystate) - Illumination - ウォルター・デイヴィス・ジュニア (1977年、Denon) - My Mama Pinned a Rose on Me - メアリー・ルー・ウィリアムス (1977年、Pablo) - Shadow Box - ボブ・ブルックマイヤー & トム・ハレル with ベニー・アロノフ (1978年、Candid) - Easy - グラント・グリーン (1978年、Versatile) - Yes, Yes, Nonet - リー・コニッツ (1978年、SteepleChase) - Ballads for Two - チェット・ベイカー & ウォルフガング・ラッカーシュミット (1979年、Sandra) - Scope - バック・ヒル (1979年、SteepleChase) - Look to the Sky - ジョン・マクニール & トム・ハレル (1979年、SteepleChase) - I'm Coming Home Again - カーメン・マクレエ (1980年、Buddah) - Peaceful Heart, Gentle Spirit - チコ・フリーマン (1980年、Contemporary) - 360° Experience - A Well-Kept Secret - ビーヴァー・ハリス (1980年、Shemp) - This One's For Pearle - ジム・シャペロウ (1980年、Kerralee) - The Upper Manhattan Jazz Society - チャーリー・ラウズ (1981年、Enja) - Somethin's Cookin' - ジュニア・クック (1981年、Muse) - Outpost - フレディ・ハバード (1981年、Enja) - Faun - ジョン・マクニール (1981年、SteepleChase) - Dangerously Suite - ハミエット・ブルイエット (1981年、Soul Note) - The Bash - ブルース・フォアマン (1982年、Muse) - The Arioso Touch - ジェイムズ・ウィリアムス (1982年、Concord Jazz) - Peace - チェット・ベイカー (1982年、Enja) - Page-Ing Nathen - ネイザン・ペイジ (1982年、Hugo's Music) - Wings - フランコ・アンブロゼッティ (1983年、Enja) also released as Gin and Pentatonic - In Good Company - テッド・ブラウン (1985年、Criss Cross Jazz) - Opening Night - ケヴィン・ユーバンクス (1985年、GRP) - Listen Here - ロザンナ・ヴィトロ (1985年、Skyline) - Go for Watcha' Know - ジミー・スミス (1986年、Blue Note) - 『ルネッサンス』 - Renaissance - ブランフォード・マルサリス (1986年、Columbia) - Bridgework - ビリー・ヒギンス (1987年、Contemporary) - We Three - スタンリー・カウエル (1987年、DIW) - Rah - ビリー・ハート (1987年、Gramavision) - 623 C Street - ラルフ・ムーア (1988年、Criss Cross Jazz) - Collaboration - ヘレン・メリル & ギル・エヴァンス (1988年、EmArcy) - Arcane - シンディ・ブラックマン (1988年、Muse) - 『イースト・トゥ・ウェス』 - East to Wes - エミリー・レムラー (1988年、Concord Jazz) - Swiss Encounter - ジェイムス・モリスン & アダム・マコーヴィッツ (1989年、EastWest) - Third Phase - ケニー・ドリュー (1989年、Jazz City) - Sources of Inspiration - ドナルド・ブラウン (1989年、Muse) - In This Direction - ベニー・グリーン (1989年、Criss Cross Jazz) - Twin Peaks: Fire Walk With Me (1992年、Warner Bros.) - Suit of Armor - レベッカ・クーペ・フランクス (1992年、Justice) - Nnenna Freelon - ニーナ・フリーロン (1992年、Columbia) - Without Words - リニー・ロスネス (1993年、Blue Note) - Mother Nature's Son - ジョン・ルシアン (1993年、Mercury) - Harlem Sunset - チップ・ホワイト (1994年、Postcards) - Acoustic Masters I - チャールス・ロイド (1994年、Atlantic) - Free Wheelin': The Music of Lee Morgan - クラウディオ・ロディティ (1994年、Reservoir) - Four in One - ソニー・フォーチュン (1994年、Blue Note) - Episode One Children of Harlem - ゲイリー・バーツ (1994年、Challenge) - Be Yourself - ウィナード・ハーパー (1994年、Epicure) - Out of the Blue - カール・サーンダース (1995年、SNL) - Weaver of Dreams - ベン・ライリー (1996年、Joken) - It's Crazy, But I'm in Love - フレディ・コール (1997年、After 9) - Midnight Creeper - テディ・エドワーズ (1997年、HighNote) - Quest - ピョートル・ヴォイタシク (1997年、Power Bros) - Up-Front - カルロス・マッキニー (1997年、Sirocco) - Soulmates - ジョアン・ヒッキー (1998年、Chicago Lakeside Jazz) - Skim Coat - ビリー・チャイルズ (1999年、Metropolitan) - Lunar Eclypse - ギル・エヴァンス (2000年、Robi Droli) ※1981年ライブ音源 - No Room For Argument - ウォレス・ルーニー (2000年、Concord Jazz) - The Turbanator - ドクター・ロニー・スミス (2000年、32 Jazz) ※1991年録音 - With Malice Toward None - トム・マッキントッシュ (2004年、IPO) - Native Lands - ウィル・カルホーン (2005年、Half Note) - Wild Women Never Get the Blues... Well, Not Anymore! - マルゲリート・マリアマ (2006年、From The Inside Out) - The Big Push - ラリー・ウィリス (2006年、HighNote) - Zodiac Suite: Revisited - メアリー・ルー・ウィリアムス・コレクティヴ (2006年、Mary) - New Momentum - ロバート・アーヴィングIII世 (2007年、Sonic Portraits) - On the Wings of an Eagle - ジョン・ヒックス (2007年、Chesky) - Twin Peaks: Season Two Music and More - アンジェロ・バダラメンティ & デヴィッド・リンチ (2007年、David Lynch Music Co.) - Black Nile - サイラス・チェスナット (2008年、Grave News) - A Time in New York - 鬼束大我 (2008年、Savoy) - Hancock Island: The Music of Herbie Hancock - レニー・ホワイト、ジョージ・コリガン、スティーヴ・ウィルソン (2008年、Chesky) - Sunwatcher - ジェフ・レデラー (2011年、Jazzheads, Inc.) - Encounters - ジェイマン・クラーク (2012年、Origin) |